# Paracis campanulifera
Paracis campanulifera är en korallart som först beskrevs av Nutting 1910.  Paracis campanulifera ingår i släktet Paracis och familjen Plexauridae. Inga underarter finns listade i Catalogue of Life.